# Oļģerts Jurgensons
Oļģerts Jurgensons (Liepāja, 2 giugno 1940) è un ex cestista sovietico.

## Carriera
Con l'Unione Sovietica ha disputato i Campionati europei del 1963.